# Nikolaus von Kues
Nikolaus von Kues (også kaldet Nicolaus Cusanus) (født 1401 i Kues an der Mosel (i dag Bernkastel-Kues), død 11. august 1464 i Todi, Umbria) var kardinal og polyhistor, og en betydningsfuld filosof og matematiker i 15. århundrede.